# Томас Леч
Томас Леч (нім. Thomas Letsch; нар. 26 серпня 1968) — німецький футбольний тренер. У період 2022—2024 був головним тренером клубу німецької Бундесліги «Бохум».